# Hôtel de la Noble Cour

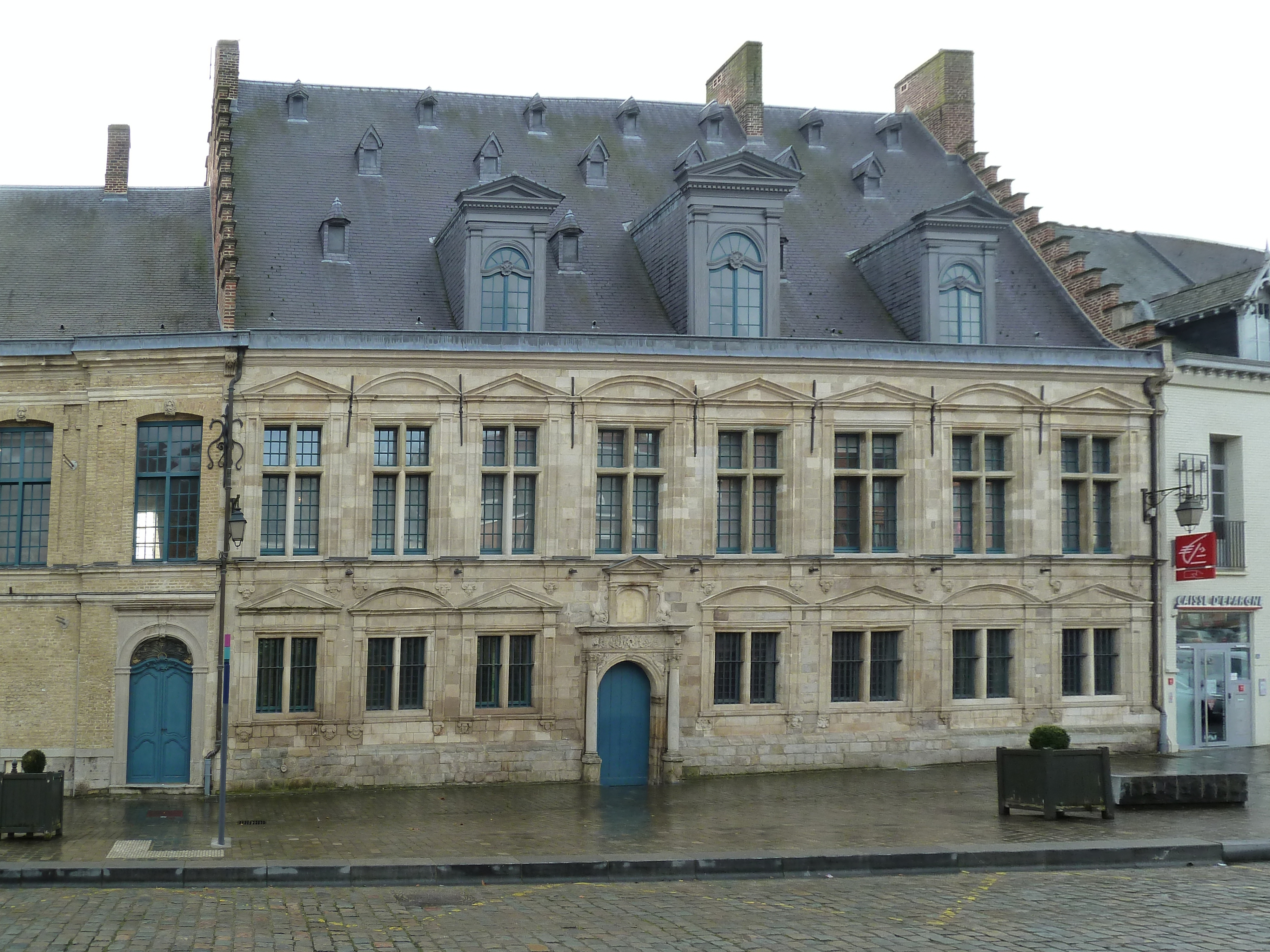
Hôtel de la Noble Cour

Het Hôtel de la Noble Cour (Landshuys) is een voormalig gerechtsgebouw in stad Kassel, gelegen aan de Grand'Place (Grote Markt), in het Franse Noorderdepartement.

## Geschiedenis
Het gebouw stamt uit 1634 en was de zetel van de kasselrij Kassel, welke reeds in de 13e eeuw was gesticht door gravin Johanna van Vlaanderen. Deze omvatte de steden Hazebroek, Steenvoorde, Waten en Stegers, en daarbij 54 dorpen. Hier werd civiel- en strafrecht gesproken. In de grote zaal vindt men nog de 54 kasten waarin de documenten van de dorpen werden bewaard. In 1914 verbleef maarschalk Foch in dit gebouw en had er zijn werkkamer.
Sinds 1964 is het Musée de Flandre in dit gebouw gevestigd.

## Gebouw
Het betreft een bouwwerk in renaissancestijl.